# 337. Infanterie-Division (Wehrmacht)
La 337. Infanterie-Division fu una divisione dell'esercito tedesco attiva durante la seconda guerra mondiale che venne creata nel 1940 e fu prima schierata in Francia, come forza di occupazione e poi sul fronte orientale dove fu distrutta nel 1944.

## Storia
La divisione fu costituita il 16 novembre 1940 a Kempten e fu trasferita in Francia, come forza di occupazione; nel luglio 1942 fu trasferita in Bretagna con compiti di protezione costiera. Nell'ottobre 1942 fu trasferita sul fronte orientale e assegnata alla 9. Armee nell'area di Rzhev. Il 2 novembre 1943, i resti della 113. Infanterie-Division furono incorporati alla divisione, che fu poi riorganizzata in una nuova divisione di tipo 44. La divisione dalla fine di settembre 1943 ed il 20 giugno 1944 si trovava nella zona di Gorki a sud-est di Orša, tra la 110. Infanterie-Division e la 12. Infanterie-Division, controllando le zona del Pronja. Durante questi mesi subì molte perdite che furono costantemente rimpiazzate. 
Il grande attacco sovietico nella notte tra il 22 e il 23, iniziò con i raid aerei e fuoco d'artiglieria e fu seguito da uno sfondamento della fanteria; di conseguenza, la divisione fu divisa e le sue forze furono spinte in parte a sud-ovest verso Mogilev ed in parte a nord-ovest verso Schkloff, dove i reparti della divisione attraversarono il Dnepr il 27 giugno 1944 e lì presero posizione, formando una testa di ponte, che fu poi abbandonata. Le parti della divisione che erano state spinte a nord, si spostarono più a ovest e attraversarono la Beresina il 30 giugno 1944, mentre le forze a sud, si trasferirono a Beresino. Nel periodo successivo le unità della divisione si ritirarono verso ovest e si radunarono nell'area di Grodno ed ormai la divisione aveva perso molti uomini tra cui diversi ufficiali e membri di alto rango e le restanti parti della divisione formarono il Divisionsgruppe 337. Lo stato maggiore della divisione formò lo stato maggiore della 337. Volksgrenadier-Division.

## Ordine di battaglia
337. Infanterie-Division 1941
- Infanterie-Regiment 688
- Infanterie-Regiment 689
- Infanterie-Regiment 690
- Artillerie-Regiment 337
- Pionier-Bataillon 337
- Feldersatz-Bataillon 337
- Panzerjäger-Abteilung 337
- Divisions-Nachrichten-Abteilung 337
- Divisions-Nachschubführer 337

337. Infanterie-Division 1944
- Grenadier-Regiment 313
- Grenadier-Regiment 688
- Divisionsgruppe 113
- Divisions-Füsilier-Bataillon 337
- Artillerie-Regiment 337
- Pionier-Bataillon 337
- Feldersatz-Bataillon 337
- Panzerjäger-Abteilung 337

Divisions-Nachrichten-Abteilung 337
- Divisions-Nachschubführer 337

## Decorazioni
Alcuni soldati della 337. Infanterie-division furono premiati per le loro azioni in guerra:
- Croce Tedesca
  - in oro: 8
- Croce di Cavaliere della croce di ferro: 6
  - Croce di Cavaliere con foglie di quercia: 1
- Distintivo per combattimenti ravvicinati:
  - in bronzo: 1

## Comandanti
- Generalleutnant Karl Spang (15 novembre 1940 - 19 maggio 1941)
- Generalleutnant Kurt Pflieger (19 maggio 1941 - 15 marzo 1942)
- General der Artillerie Erich Marcks (15 marzo 1942 - 5 ottobre 1942)
- Generalleutnant Otto Schünemann (5 ottobre 1942 - 27 dicembre 1943)
- Generalleutnant Walter Scheller (27 dicembre 1943 - giugno 1944)[1]